# Hervé Guibert
Hervé Guibert (* 14. Dezember 1955 in Saint-Cloud bei Paris; † 27. Dezember 1991 in Clamart) war ein französischer Schriftsteller und Fotograf. 

## Leben und Werk
Guibert besuchte das Gymnasium in La Rochelle. Bereits als Jugendlicher schrieb er eine Erzählung unter dem Pseudonym Hector Lenoir. Hector Lenoir taucht später wieder als Ich-Erzähler in einigen Romanen auf. 1973 kehrte Guibert nach Paris zurück. Er versuchte, an der Filmhochschule Idhec, oder am Konservatorium aufgenommen zu werden, aber beide Versuche scheiterten. Stattdessen begann er zu schreiben, zunächst Filmkritiken für verschiedene Magazine. 
Obwohl viele seiner Werke ins Deutsche übersetzt wurden, wurde Guibert erst posthum durch seinen autobiografischen Roman Dem Freund, der mir das Leben nicht gerettet hat bekannt, in dem er über sein Leben mit dem HI-Virus berichtet. In Paris dagegen war Guibert als Dichter, Drehbuchautor und Fotograf schon zu Lebzeiten ein fester Bestandteil des Kulturlebens. Er war lange Zeit auch Foto- und Filmkritiker für Le Monde und verschiedene Magazine. 
1979 begann nach dem ersten von vielen Aufenthalten bei dem Fotografen Hans Georg Berger, dem er im Jahr zuvor erstmals begegnet war, seine lebenslange Liebe zur Insel Elba. Im gleichen Jahr begann er zu fotografieren. Seine ersten Arbeiten waren Fotos der geliebten Großtanten Suzanne und Louise, über die er im Jahr davor bereits ein Theaterstück geschrieben hatte (Suzanne et Louise). Viele Reisen und noch mehr künstlerische Erfolge füllten die nächsten Jahre. Sein Werk wurde im Laufe der Zeit immer autobiografischer. 1988 macht Guibert gemeinsam mit seinem innigsten Freund und langjährigen Partner Thierry Jouno in Paris einen HI-Virus-Test. Beide waren positiv. In der schwierigen Zeit bis zu Thierry Jounos Tod wurde Guibert von Hans Georg Berger (in Guiberts letzten Romanen taucht er als Gustave auf) unterstützt.
1991 reiste Guibert nach Japan, Martinique und Bora Bora. Dort entstand der Roman Das Paradies. In der Nacht vom 12. auf den 13. Dezember 1991 unternahm Guibert einen Suizidversuch. Am 27. Dezember starb er an den Folgen im Krankenhaus von Clamart. Er wurde seinem Wunsch entsprechend auf Elba beigesetzt.

## Nach seinem Tod
Guiberts berühmtester Roman Dem Freund, der mir das Leben nicht gerettet hat handelt vom Sterben des Freunds Michel Foucault (im Roman Muzil genannt) an AIDS. Da Foucault seine Krankheit verschwiegen hatte und offiziell 1984 an Krebs gestorben war, war das ein Skandal. In Mitleidsprotokoll bzw. im Videofilm La Pudeur ou l’impudeur, in dem er sich selbst die letzten Monate vor seinem Tod filmte, setzt er sich mit seinem eigenen Sterben auseinander. Der Film wurde posthum vom französischen Fernsehen ausgestrahlt. Auch der posthum erschienene Roman Das Paradies handelt von AIDS. Während Dem Freund der mir das Leben nicht gerettet hat und Mitleidsprotokoll von Personen berichtet, die an AIDS erkrankt sind, dritte Personen oder Guibert selbst, handelt Das Paradies vom Trauma, mit AIDS zu leben und dem Versuch, ausdrücklich nicht darüber zu schreiben. James N. Agar bezeichnete dies als „Self-mourning in Paradise“.

## Werke (Auswahl)
- Suzanne et Louise (Fotoroman), Éditions Libres-Hallier, Paris 1980
- Phantom-Bild. Über Photographie. (L‘Image fantôme) Autobiographische Essays. (1981, Übers. Thomas Laux 1993)
- Die Hunde. Verrückt nach Vincent. Erzählungen. (Les Chiens, 1982; Fou de Vincent 1989) dt. 1999
- Reise nach Marokko (Voyage avec deux enfants) Roman (1982, dt. 2001)
- Blinde (Des Aveugles, 1985) Übers. Thomas Plaichinger. Reinbek 1986
- Mauve le vierge . Erzählungen. Gallimard, 1988
- Les Gangsters. Minuit, 1988 (Roman über seine beiden Großtanten)
- L'Incognito (Gallimard 1989)
- Dem Freund, der mir das Leben nicht gerettet hat (A l‘Ami qui ne m‘a pas sauvé la vie) Roman (1990, dt. von Hinrich Schmidt-Henkel, Rowohlt, Reinbek 1991 ISBN 3-498-02463-9)
- Mitleidsprotokoll (Le Protocole compassionnel) Roman (1991, dt. von Hinrich Schmidt-Henkel, Rowohlt Reinbek 1992 ISBN 3-498-02468-X)
- L‘homme au chapeau Rouge. Roman (1992)
- Das Paradies. (Le Paradis) Roman; (1993, dt. von Hinrich Schmidt-Henkel. Rowohlt, Reinbek 1994)
- Photographien. Schirmer Mosel, München 1993 ISBN 3-88814-708-5
- Hervé Guibert/Hans Georg Berger: Phantom Paradise. Serindia, Chicago 2019 ISBN 978-1-932476-93-4
- Zytomegalievirus. Krankenhaustagebuch. Aus dem Französischen und mit einem Kommentar von Hinrich Schmidt-Henkel, August Verlag, Berlin 2021, ISBN 978-3-941360-87-7.

## Ausstellungen (Auswahl)
- 1979 Coulisses du Musée Grévin, Remise du Parc, Paris
- 1979 Suzanne et Louise, bribes, Remise du Parc, Paris
- 1984 Le Seul Visage, Galerie Agathe Gaillard, Paris
- 1993 Institut français, Sevilla

## Auszeichnungen
- 1984 César für das beste Drehbuch Der verführte Mann – L’Homme blessé
- 1985 Prix Fénéon für Les Aveugles (Blinde)
- 1987 Stipendiat in der Villa Medici, Rom
- 1990 Prix Colette für A l‘Ami qui ne m‘a pas sauvé la vie